# Бањица
Бањица је део Београда, који се налази на југу града, на Бањичком вису. Део је београдске општине Вождовац и општине Савски венац. Источни део Бањице припада општини Вождовац док западни део припада општини Савски венац.

## Историја
Бањица је била насељена још у доба неолита и један је од локалитета Винчанске културе.
Пре Другог светског рата је била село у широј околини Београда, насељено у раном  од досељеника из југоисточне Србије који су дошли после Другог српског устанка. До Другог светског рата Бањица је била мирно пољопривредно село са релативно малим бројем становника. Од самог настајања ово насеље чине фамилије Ристић, Марковић, Илић, Живковић, Николић и Крстић. Због бројних подземних термо-минералних вода, ово село добија назив Бањица. Писани трагови говоре о преко хиљаду разноликих извора воде на територији данашње Бањице. Податак који говори о развијености села Бањица је свакако онај који говори да је 1901. године у Пауновој улици, недалеко од Паун чесме постојала прва линија за расхлађивање млека у тадашњој Краљевини. Београдска општина 1938. гради булевар, везу Булевара кнеза Александра са државним путем Београд - Авала, правцем улица леди Каудри и Бањичким путем, поред трибина за реви (параду) трупа на Бањици - данашње улице Незнаног јунака и Црнотравска.
У току Другог светског рата долази до формирања нацистичког концентрационог логора - Бањичког логора.
После рата долази до урбанизације и изградње великих стамбених блокова и солитера који потпуно мењају Бањицу. Изградња овог данас великог насеља није трајало дуго, али је ипак покупила бројна признања из области архитектуре. Једне од зграда које су се окитиле звањем некада најмодерније биле су Војно-медицинска академија и основна школа Бора Станковић. Но, оваква брза градња довела је до исцрпљивања природних извора воде по којима је Бањица била позната. Бањица је обиловала чесмама чисте пијаће воде, али оне су временом, што небригом становништва, што процесом урбанизације, угашене и срушене. Ширењем града Бањица престаје да буде приградско село и постаје једно до градских насеља. Од старих кућа није остало практично ништа.
Данас, Бањица је резиденцијални део на јужном ободу града. Неки од значајнијих објеката овог дела су Војно-медицинска академија и Спортски центар Бањица, који је један од најзначајнијих спортских центара, не само Београда већ и целе Србије. Популарно се назива Храмом рукомета, али да није само и то, доказало је организовање Женског првенства Европе у ватерполу 2006.-те године. Иначе, овај спортски центар имао је и велику улогу у организовању летње Универзијаде у Београду. Поред ових зграда, ту су и стадион ФК Рад, Полицијска академија и новоизграђена црква светог Василија Острошког. Поред школе се налази тржни центар, а на брду се налази зелена пијаца, где доносе свеже намирнице из разних делова Србије. На Бањици се налази и амбасада Украјине.
Име школе је „Бора Станковић“ и ту иду ђаци од првог до осмог разреда (старости 7-15 година). Ова школа је позната у целој земљи по изванредним математичарима и хемичарима, али и спортистима који су се окитили бројним медаљама. У овом предграђу нема средње школе, али због доброг градског превоза ђаци лако могу да стигну до бројних средњих школа у Београду (најпопуларније су Четврта и Дванаеста београдска гимназија, које су и најближе).
Градски превоз укључује аутобуске, тролејбуске и трамвајске линије. Аутобуске линије према граду су 42, 47, 48, 49, 50, 59, 78, 94, тролејбуске линије су 40 и 41, а трамвајске линије су 9, 10 и 14. Станица поред школе је такође место где људи из оближњих приградских насеља преседају са својих локалних аутобуских линија (од 401 до 408 и 503) на горенаведене линије према граду.

## Бањичка шума
Бањица је од центра Београда одвојена Бањичком шумом, танким издуженим појасом листопадне шуме. Најчешће врсте дрвећа су храст лужњак, јасенолисни јавор и сребролисни јавор, али има и других. На шумском тлу расте дивље цвеће, као што су зечја стопа, љубичица, жутоцветна јагода, лучац, мртва коприва итд.
Постоји велика разноврсност птица, па је због њих Бањичка шума проглашена Спомеником природе и заштићена законом. Најчешће гнездарице су славуј, црноглава грмуша, велика сеница, сврака, сива врана, кос, голуб гривнаш, велики шарени детлић итд. Од сисара, ту су јеж, кртица, неколико врста ровчица, разни слепи мишеви, веверица, шумски миш и жутогрли миш, ласица итд.
Протеклих година је започело преуређивање Бањичке шуме, чиме је кроз њу пробијена пешачка стаза. Овиме је страдало много дрвећа па су се житељи Бањице обратили надлежнима, те је крчење шуме, временом, заустављено. Но, ова стаза кроз Бањичку шуму данас представља малу бању не само за Бањичане, већ и за многе друге Београђане, углавном оне који су жељни свежег ваздуха и додира са природом. Бањичка шума је лети једна оаза, која захваљујући својој микроклими, Београђанима омогућава предах од 40 степени.
Бањичка шума је у септембру 2015. године добила назив Бајфордова шума, по Тимоти Џон Бајфорду.